# Brian D. Joseph
Brian Daniel Joseph (* 22. November 1951) ist ein US-amerikanischer Sprachwissenschaftler.
Joseph studierte Linguistik an der Yale University (B.A. 1973) und an der Harvard University (M.A. 1976, Ph.D. 1978). Zu seinen Griechischlehrern zählte Adam Parry. Heute ist er Distinguished University Professor of Linguistics und Kenneth E. Naylor Professor of South Slavic Languages and Linguistics an der Ohio State University. Zurzeit ist er Mitherausgeber des Journal of Greek Linguistics. Er ist Mitglied der American Academy of Arts and Sciences (Wahljahr 2004), der American Philosophical Society (Wahljahr 2019), der American Association for the Advancement of Science und der Linguistic Society of America. 2021 wurde er zum auswärtigen Mitglied in die Academia Europaea gewählt.

## Forschungsschwerpunkte
Zu seinen Forschungsschwerpunkten zählen die historisch-vergleichende Sprachwissenschaft, die Geschichte des Griechischen, Sprachkontakt und Sprachwandel, die griechische Sprachwissenschaft (von den Anfängen im mykenischen Griechisch bis zum modernen Griechisch), die albanische Sprachwissenschaft und die Sprachwissenschaft der Balkan-Sprachen sowie das Sanskrit. Gegenwärtig arbeitet er zur language sustainability (zur Nachhaltigkeit von Sprachen).

## Schriften (Auswahl)
- The Synchrony and Diachrony of the Balkan Infinitive. Cambridge University Press, 1983, Nachdruck 2009.
- mit Irene Philippaki-Warburton: Modern Greek. Croom Helm, 1987.
- Brian D. Joseph‬, ‪Geoffrey C. Horrocks‬, ‪Irene Philippaki-Warburton‬ (Hrsg.): Themes in Greek linguistics II. John Benjamins Publishing Company, Amsterdam 1998 (Amsterdam studies in the theory and history of linguistic science‬, Series IV: Current issues in linguistic theory, ‪Band 159‬), online